# Punta Alta (Senan)
La Punta Alta és una muntanya de 673 metres que es troba al municipi de Senan, a la comarca catalana de la Conca de Barberà.